# オオキベリアオゴミムシ
オオキベリアオゴミムシ（大黄縁青芥虫、 Chlaenius nigricans）は、コウチュウ目（鞘翅目）オサムシ科に分類される昆虫（ゴミムシ）の一種。肉食性で、幼虫はカエルを襲い捕食するほか、成虫もカエルやミミズ・昆虫などを捕食する。このように、カエルを捕食する本種の生態はゴミムシ類では特殊なものとされる。
本種はアオゴミムシ Chlaenius pallipes Gebler と同属で、Chlaenius 属 (Bonelli, 1810) の亜属である Epomis 亜属 (Bonelli, 1810) に属する。Epomis 亜属は成虫・幼虫とも両生類を捕食し、幼生が外部寄生的な方法で無尾類（カエル）のみを食べている種も含まれる。

## 特徴

### 成虫
成虫の体長は21 mm内外、もしくは19.5 - 22 mm。体色は黒色だが、体上面（背側）は緑色 - 銅緑色で金属光沢がある。上翅は暗緑の金属色を帯び、光線によっては紫色に輝く。
触角は細長く、触角・口枝・脚・上翅（鞘翅）と腹部の腹部外縁は黄褐色で、頭部（中央部以外）には点刻・しわがある。前胸背には粗い点刻があり、その側縁が後部で波曲する。また前胸の後角は丸みがかかり、後部両側には深い窪みがある。上翅の条溝は狭く、上翅の間室が稜状に隆起し、頂縁はやや紫がかっているほか、両側には粗い点刻の列がある。また口ひげの末端節は先端が広がり、オスの場合は強く開いて斧型になる。

### 幼虫
1齢幼虫は淡黄色ないし黒色で、体色の変異性は、本種と同属のオウシュウオオキベリアオゴミムシ Chlaenius circumscriptus (Epomis circumscriptus)  や、 Chlaenius dejeani (Epomis dejeani) の1齢幼虫に比べて顕著であるが、色の範囲は頭部と前胸部のみに限られる。ただし、これら3種の2齢幼虫および3齢幼虫の体色の変異性は類似している。
3齢幼虫（終齢幼虫）は体長約18 mmで、体はやや太短い。頭幅は約2.8 mm。頭部 - 腹部の背面は橙黄色で、各節に著しい黒褐色の斑紋を有する。触角は基部2節が黒褐色を帯びるが、第1節の背面基部近くと第3・4節は常に淡色。大顎は幅広くて強く湾曲し、内縁のほぼ中央部に歯がある。腹部の側板・腹板と足は黄白色。尾突起は長さ約3.6 mm・褐色（基部は淡黄色）で、鞭毛状（基部は可動）になっている。

## 分布
日本（北海道・本州・四国・九州・石垣島）および朝鮮半島・台湾・中国・東南アジア・インドに分布する。

## 生態
平地 - 低山地にかけて生息し、草原的な環境（湿地・河川敷・休耕田など）に幅広く生息する。
成虫は年1化性。成虫はほぼ1年中見られ、日中は石・落ち葉の下などにいて、夜になると活発に活動する。また、灯火にもよく飛来する（正の走光性）。食性については「幼虫と同じくカエル類を捕食する」との報告があるほか、ミミズ・昆虫など広い範囲の小動物を捕食する。成虫は土・朽ち木の中で越冬する。
メス成虫は産卵後、卵を泥で包んで土の上に置く。卵は約6日で孵化し、幼虫は夏季に土中から見い出される。幼虫は小さなカエル・オタマジャクシなどを捕食する。この独特の生態は愛媛大学教授・石原保が発見したもので、幼虫は各齢期間に1匹ずつカエルを捕食しながら発育し（下記表を参照）、成虫になるまでにカエルを約3匹捕食する。
|                                  | 1齢幼虫 | 2齢幼虫 | 3齢幼虫（終齢幼虫） |
| -------------------------------- | ------- | ------- | ------------------- |
| 平均幼虫期間                     | 5.5日   | 4.5日   | 12日                |
| カエルを摂食するために要する期間 | 約3日間 | 約1日間 | 約半日間            |

幼虫は夕刻から植物上でカエル類の幼体を待ち伏せ、獲物に襲いかかる。そして発達した大顎で獲物の頭部の腹面に食いつき、外部寄生虫のように獲物を摂食し、最終的には死に至らしめる。野外観察・飼育により本種の生活史を調査した立川周二・椎名正巳 (1988) は「幼虫はカエル以外の昆虫類・小動物を与えても全く摂食しなかったほか、わずかに鶏肉・豚肉に食いついたが、発育しなかった」と述べている。幼虫は通常、土壌中で脱皮し、（室内飼育の場合は）卵から羽化まで約1か月を要する。

## 保全状況
本種はゴミムシ類としては体が大きいため、生息環境にはある程度の面積が必要と考えられている。レッドデータブック・レッドリストに掲載されている都道府県は以下の通り。
- 準絶滅危惧 (NT)  - 千葉県[注 21][37][38]・奈良県[注 22][41]・香川県[21]・愛媛県[34]
- 情報不足 (DD) [43] - 高知県[44]

愛媛県では1960年代に水田の環境悪化（強力な農薬の多用や圃場整備・管理放棄などによる乾燥化）、河川敷の開発などにより減少している。保護対策としては湿潤地（水田・池沼・河川）の草原を保護することが適切とされる。